# Мидлборо Сентер (Масачусетс)
Мидлборо Сентер (енгл. Middleborough Center) насељено је место без административног статуса у америчкој савезној држави Масачусетс.

## Демографија
По попису из 2010. године број становника је 7.319, што је 406 (5,9%) становника више него 2000. године.
| Група             | 2000.         | 2010.         |
| Белци             | 6.522 (94,3%) | 6.734 (92,0%) |
| Афроамериканци    | 118 (1,7%)    | 130 (1,8%)    |
| Азијати           | 44 (0,6%)     | 107 (1,5%)    |
| Хиспаноамериканци | 70 (1,0%)     | 159 (2,2%)    |
| Укупно            | 6.913         | 7.319         |